# Římskokatolická farnost Troskotovice
Římskokatolická farnost Troskotovice je územní společenství římských katolíků s farním kostelem svatého Václava v městysu Troskotovice.

## Historie farnosti
První písemná zmínka o obci se hlásí k roku 1046, jedná se však o falzum z 12. století. Roku 1252 jsou uváděny jako Droscowitz, existoval zde již farní kostel. V roce 1513 byly v držení oslavanského kláštera. Velký požár, při kterém téměř celé městečko vyhořelo, postihl Troskotovice v roce 1796. Po odsunu německého obyvatelstva v roce 1945 byly opuštěné domy zdemolovány, takže v roce 1950 z původních 313 domů zůstalo jen 175.

## Bohoslužby
| Kostel      | Místo        | Bohoslužba (den) | Hodina | Poznámka     |
| ----------- | ------------ | ---------------- | ------ | ------------ |
| sv. Václava | Troskotovice | neděle           | 10.00  | farní kostel |

## Duchovní správci
Od 11. prosince 2007 do 31. července 2024 byl administrátorem excurrendo farnosti R. D. Mgr. Pavel Merta z Miroslavi.
Od 1. srpna 2024 je administrátorem excurrendo farnosti R. D. ThLic. Mikuláš Wawrowski z Miroslavi.

## Aktivity ve farnosti
Dnem vzájemných modliteb farností za bohoslovce a bohoslovců za farnosti brněnské diecéze je 14. prosince. Adorační den připadá na nejbližší neděli po 30. březnu.
Ve farnosti se pravidelně koná tříkrálová sbírka. V roce 2017 se při ní vybralo 17 596 korun.